# Nyame Brown (Artista)
Nyame Brown es un artista de San Francisco, California, cuyo trabajo multimedia explora la mezcla de la cultura pop afroamericana y la diáspora africana en general.

## Trayectoria
Nyame recibió su BFA de la Escuela del Instituto Arit de Chicago y su MFA de la Escuela de Arte de la Universidad de Yale en 1997. En 2022 fuemiembro de la facultad de la Escuela de Artes de Oaklandy y ocupó cargos en St. Mary's College of California, la Universidad de Notre Dame, la Universidad Estatal de Illinois y el Instituto de Arte de Chicago.
Ha recibido el Premio al Artista Individual de la Fundación Richard Driehaus (1997 y 2002) y la subvención de la Fundación Joan Mitchell (2003). Fue el artista residente del Centro Joan Mitchell en la primavera de 2016.
La curadora y crítica de arte Julie Joyce escribió sobre sus obras para la exposición "Frequency" de 2006 en el Studio Museum de Harlem, afirmando que Brown "fusiona múltiples zonas horarias y culturas como un DJ" y describió a Nyame Brown como un Griot del siglo XXI por su uso de la historia y la mitología en su arte narrativo.
Nyame Brown ha dedicado gran parte de su tiempo a programas educativos y sin fines de lucro para jóvenes. En particular, ha trabajado para Anchor Graphics, que se especializa en divulgación para enseñar grabado en las escuelas públicas, y Gallery 37, un programa de la ciudad de Chicago que proporciona programas de tutoría de artistas para estudiantes en las escuelas de la ciudad.

## Exposiciones y residencias
- "Aula en Nevérÿon" 26 de octubre de 2016 - 16 de enero de 2017, Programa de Artistas Emergentes, Museo MoAD de la Diáspora Africana, San Francisco, CA.
- "Indivisible: Espíritus en el Mundo Material" del 30 de noviembre al 1 de diciembre de 2016. Feria de Arte PRIZM, Miami, FL
- "Wonder Twin Powers" | Comisariado por James Jankowiak. 7 de octubre de 2016-marzo de 2017. El Muro Oeste, Chicago, IL
- Artista residente, primavera de 2016, Joan Mitchell Center, Nueva Orleans, LA
- "Pop Up Exhibition" de febrero a 24 de marzo de 2014, Complejo de Arte, Oakland, CA
- "Frecuencia" 11 de noviembre de 2005-12 de marzo de 2006. Studio Museum en Harlem, Nueva York, NY